# Schizotorenia
Schizotorenia é um género de plantas com flores pertencentes à família Linderniaceae.
A sua área de distribuição nativa é da Indochina à Península da Malásia.
Espécies:
- Schizotorenia atropurpurea (Ridl.) T.Yamaz.
- Schizotorenia finetiana (Bonati) T.Yamaz.